# Malpertuis (Roman)
Malpertuis ist ein 1943 entstandener phantastischer Roman des belgischen Autors Jean Ray.
Der Roman wurde 1971 von Harry Kümel mit Orson Welles, Susan Hampshire, Michel Bouquet und Mathieu Carrière in den Hauptrollen verfilmt, siehe Malpertuis (Film).

## Inhalt
Ein Ich-Erzähler berichtet in der Erzählung, wie er durch den Diebstahl in einem Kloster der „Weißen Patres“ in den Besitz einer Anzahl von Manuskripten gelangt, die von der Geschichte des Hauses Malpertuis und seiner Bewohner erzählen. Der Roman ist die fiktive Wiedergabe dieser Texte, die von einem Kommentar des Ich-Erzählers begleitet wird. Schwerpunkt dieser Manuskripte sind die Memoiren des jungen Jean Jacques Grandsire, die vom Tod seines Großonkels Cassave, des Besitzers von Malpertuis, handeln. Dieser stellt seinen Erben die Bedingung in Malpertuis zu wohnen, wenn sie sein großes Vermögen erben wollen. So versammeln sich in dem unheimlichen Gebäude eine Reihe von Gestalten, die als alte griechische Götter  und Halbgötter mit ihren jeweiligen Machtattributen zu erkennen sind. Im Mittelpunkt des Geschehens steht der Kampf der Eumenide Alekto und der Gorgone Euryale um die Liebe Jean Jacques’. Der Roman endet mit einem Bericht des Ich-Erzählers, der auf dem Weg nach Malpertuis in einer Herberge übernachtet und ein streitendes altes Ehepaar namens Eisengott und Mutter Groulle beobachtet, hinter deren Masken sich Zeus und Hera verbergen.

## Thematik
Der Roman kann als literarische Travestie der antiken Mythologie angesehen werden. Der Großonkel Cassave entpuppt sich als ein Rosenkreuzer, dem es im 19. Jahrhundert gelang, die Reste der griechischen Götter zu bergen und ihnen mittels Geheimwissenschaften neues Leben zu verleihen. Der Versuch in Malpertuis eine neue Götterdynastie zu errichten scheitert jedoch an der Macht der Moirai. Das Schicksal lässt sich nicht manipulieren oder bezwingen.

## Stil
Der Roman ist aus den Perspektiven von vier Personen aufgebaut. Den Hauptteil bilden die Memoiren des Jean Jacques Grandsire, ergänzt werden sie durch eine Aufzeichnung über die Entdeckung der Insel mit den überlebenden Götterresten am Anfang und den Erinnerungen des Abtes Eucherius von den Weißen Patres am Ende des Romans. Zusammengehalten wird dies alles durch eingestreute Kommentare des fiktiven und namenlosen Ich-Erzählers. Die zunächst völlig unverständlichen und scheinbar unzusammenhängenden Ereignisse erfahren ihre Auflösung am Ende des Romans, allerdings längst nicht alle. Jörg Krichbaum stellt die Vermutung auf, dass das Manuskript des Romans ursprünglich länger war und Ray ihn auf Drängen seiner Verleger kürzen musste. Möglicherweise sind hier offene Handlungsstränge liegen geblieben. Die Beschreibung der monströsen Ungeheuer lässt unschwer die Beschäftigung Rays mit dem Werk von Howard Phillips Lovecraft erkennen. Der Name Malpertuis verweist auf Malepartus, die verwinkelte Burg von Reineke Fuchs.

## Ausgaben
- Erstausgabe: Malpertuis. Les Auteurs associés, Brüssel 1943
- Werkausgabe: Oeuvres complètes. Bd. 3: Les Derniers contes de Canterbury, Les Nouveaux contes, Malpertuis. R. Laffont, Paris 1964
- Deutsche Erstausgabe: Malpertuis. Deutsch von Rein A. Zondergeld. Nachwort von Jörg Krichbaum. Insel Verlag, Frankfurt am Main 1974, ISBN 3-458-05822-2
- Neuausgabe: Suhrkamp Verlag (Phantastische Bibliothek #165), Frankfurt am Main 1986, ISBN 3-518-37723-X
- Neuausgabe: Übersetzung und Nachwort von Rein A. Zondergeld. Festa Vlg., Leipzig 2004, ISBN 3-935822-97-9